# Einar Ekstrand
Eric Einar Ekstrand, född 22 december 1880 i Nyköping, död 24 augusti 1958, var en svensk diplomat.

## Biografi
Ekstrand var son till läroverksadjunkt Conrad Ekstrand och Amanda Lundquist. Han tog jur.utr.kand i Uppsala 1904 och studerade vidare vid Handelshögskolan i Mons, Belgien 1906-1907 innan han blev attaché vid Utrikesdepartementet (UD) 1907. Han tjänstgjorde i Hamburg, Narva, Riga 1907-1910 Svensk konsul i Narvik 1910-1913 och var tillförordnad generalkonsul i Sankt Petersburg 1913 samt konsul i Riga 1913. Ekstrand var tillförordnad konsul i Chicago 1916, tillförordnad extra avdelningschef vid UD 1917, tillförordnad chef för handelsavdelningen 1918 och legationsråd i Washington, D.C. 1918.
Han var därefter vice VD i Stockholms Superfosfat Fabriks AB 1919-1922, chef för Svenska Röda Korsets hjälpexpedition till Ryssland 1921-1922 och generalkonsul och chef för UD:s personal- och administrativa avdelning 1921. Ekstrand var medlem av blandade kommissionen för utväxling av den grekiska och turkiska civilbefolkningen 1923, Nationernas förbunds råds mandatär för beskyddandet av den albanska minoriteten i Grekland 1924 innan blev sändebud i disponibilitet 1925. Han var envoyé i Buenos Aires, Santiago de Chile, Montevideo och Asunción 1925-1931, ordförande i NF:s kommission för undersökning av kontrollen av opiumrökning i yttersta östern 1929-1930, ordförande i Centrala Finlandshjälpens arbetsutskott 1939-1940, direktör för opiesekretariatet och sekretariatet för sociala frågor i NF:s sekretariat i Genève, 1931-1939 och medlem av 1940 års flyktinghjälpskommitté samt medlem av FN:s kommitté för minoritetsskydd 1947-1953.